# DOWN TOWNラプソディー
「DOWN TOWNラプソディー」（ダウン・タウン ラプソディー）は、1987年3月10日に発売されたEPOの13枚目のシングル。発売元はDear heart / MIDI。

## 概要
アルバム『GO GO EPO』からの先行シングル。表題曲「DOWN TOWNラプソディー」はゲスト・ヴォーカルに鈴木雅之を迎えたナンバー。カップリングの「恋のアンビバレンス」は、JT（日本たばこ産業）企業CFイメージソングとして使用された。

## 収録曲
| 全作詞・作曲: EPO。 |                           |           |            |                  |      |
| #                   | タイトル                  | 作詞      | 作曲・編曲 | 編曲             | 時間 |
| 1.                  | 「DOWN TOWNラプソディー」 | EPO       | EPO        | 窪田晴男・乾裕樹 | 5:04 |
| 2.                  | 「恋のアンビバレンス」    | EPO       | EPO        | 乾裕樹           | 4:56 |
| 合計時間:           | 合計時間:                 | 合計時間: | 10:00      |                  |      |

## リリース日一覧
| 地域 | リリース日    | レーベル          | 規格               | 規格品番 | 備考 |
| ---- | ------------- | ----------------- | ------------------ | -------- | ---- |
| 日本 | 1987年3月10日 | Dear heart / MIDI | 7"シングルレコード | MIS-19   |      |

## 参考資料
- オリコン『SINGLE CHART-BOOK COMPLETE EDITION 1968-2005』オリコン・マーケティング・プロモーション、2006年4月。ISBN 9784871310765。

## 関連作品
- SINGLE TRACKS